# Francisco Cerezo
Francisco Javier Cerezo Perales (Tomelloso, 6 gennaio 1971) è un ex ciclista su strada spagnolo, professionista dal 1992 al 2003.

## Palmarès

### Strada
- 1993 (Deportpublic, una vittoria)

1ª tappa Volta ao Alentejo
- 1994 (Castellblanch, una vittoria)

Classifica generale Grande Prémio Jornal de Notícias

#### Altri successi
- 1994 (Estepona en Marcha-Toscaf)

Classifica traguardi volanti Volta a la Comunitat Valenciana

## Piazzamenti

### Grandi Giri
- Giro d'Italia

1995: 119º
1996: 98º
1999: 39º
2002: 59º
- Tour de France

1999: 47º
2001: 118º
- Vuelta a España

1994: 84º
1995: 53º
1996: 39º
1997: 32º
1998: squalificato (13ª tappa)
2000: 55º
2003: 96º

### Classiche monumento
- Milano-Sanremo

1999: squalificato
2000: 51º
- Giro delle Fiandre

1999: ritirato
- Parigi-Roubaix

1999: ritirato
- Giro di Lombardia

2002: 70º

### Competizioni mondiali
- Campionati del mondo su strada

Plouay 2000 - In linea Elite: 33º